# Коммунистическая партия Словении
Коммунистическая партия Словении (словен. Komunistična partija Slovenije, сербохорв. Комунистичка партија Словеније) — коммунистическая партия, входившая в состав Коммунистической партии Югославии на правах её республиканской партийной организации, а с 1974 года — как самостоятельная партия. Существовала в 1937-1990 годах. В 1952 году в соответствии с решениями VI съезда КПЮ была переименована в Союз коммунистов Словении (словен. Zveza komunistov Slovenije, сербохорв. Савез комуниста Словеније) и сохраняла это название до конца своей деятельности.
Из всех партий-членов СКЮ занимала наименее ортодоксальные позиции и чаще всего выступала против решений центральных органов.

## Основание
Под влиянием Октябрьской революции в России, 27 членов люблянской секции Югославской социал-демократической партии вышли из неё и на съезде 20-23 марта 1919 года основали Словенскую социалистическую партию (словен. Slovenska socialistična stranka), придерживавшейся идей В. И. Ленина и курса на социалистическую революцию. Лидером новой партии был избран Янко Петрич. В апреле, после создания Социалистической рабочей партии (коммунистов), позднее переименованной в Коммунистическую партию Югославии, ССП вошла в её состав в качестве секции.
29 декабря 1920 года Скупщина КСХС запретила деятельность КПЮ. Словенские коммунисты были подвергнуты уголовному преследованию и были вынуждены перейти на нелегальное положение, многие из них эмигрировали в Вену, Париж и Москву. К концу 1920-х годов в Словении оставалось не больше 450 членов КПЮ.
В 1930-е годы по поручению ЦК КПЮ, в Словению прибыл крупный партийный деятель Борис Кидрич, который начал восстанавливать деятельность партии и налаживать контакты со словенскими эмигрантами. На IV конференции КПЮ, состоявшейся в сентябре 1934 года в Любляне, было принято решение образовать самостоятельные коммунистические партии в Словении и Хорватии.
В ночь с 17 на 18 апреля 1937 года поместье Барличевых на Чебинах (под Трбовле), в обстановке секретности, состоялся учредительный съезд Коммунистической партии Словении. В состав партии вошло 250 человек, а её лидером был избран возвратившийся из СССР Эдвард Кардель, соратник нового лидера КПЮ Иосипа Броза Тито.

## Война и приход к власти
После начала Второй мировой войны КПС поддерживала рекомендации Коминтерна и 27 апреля 1941 года в союзе с рядом антифашистских партий и движений создала Освободительный фронт Словении, который 22 июня 1941 года поднял национально-освободительное восстание против итало-немецких оккупантов.
В результате народно-освободительной борьбы и при поддержке сил западных Союзников и Красной Армии, территория Словении была освобождена от противника. На первых послевоенных выборах КПЮ одержала победу, после чего была провозглашена Народная республика Словения, где коммунисты заняли основные руководящие посты.

## Послевоенная деятельность
После начала советско-югославского конфликта в 1948 году в КПС, как и в остальных республиканских парторганизациях, прошла чистка, направленная против сторонников советской позиции.
В 1952 году после переименования КПЮ в Союз коммунистов Югославии, была переименована и КПС — она стала называться Союзом коммунистов Словении.
В 60-е и начале 70-х годов, когда республикой фактически руководил представитель либерального крыла компартии Стане Кавчич, СКС инициировал ряд глубоких экономических реформ, направленных на расширение рыночных отношений, сокращение государственного регулирования и укрепления связей Словении с ЕЭС. Это способствовало распространению в партии националистических настроений, несколько затухших после подавления хорватского национального движения, но усилившихся после принятия новой конституции страны в 1974 году.

## Закат
В 1980-х годах СКС во главе с Миланом Кучаном начинает выступать за обширные экономические реформы в направлении отказа от социализма, а также политические реформы в направлении введения многопартийного гражданского общества и ориентации СФРЮ на Запад и Европейское экономическое сообщество. На волне кризиса восточноевропейских режимов и советской Перестройки партия окончательно переходит на социал-демократические позиции и отказывается от титоизма.
В январе 1987 года в журнале «Nova Revija» были опубликованы «Приложения к Словенской национальной программе». Авторы этого документа приходят к выводу, что «Словении было бы лучше вне Югославии». СК Словении, в отличие от партийных организаций других республик, отреагировал на появление данного документа достаточно сдержанно, в целом поддерживая такие настроения.
23 января 1990 года на втором пленарном заседании XIV съезда Союза коммунистов Югославии делегация СКС выдвинула предложение о преобразовании СКЮ в «в союз равноправных республиканских организаций СК, которые добровольно объединяются в партию коммунистов страны». Делегаты съезда отклонили его большинством голосов («за» проголосовали 169 делегатов, «против» — 1156), после чего выступил председатель ЦК СК Словении Ц. Рибичич и подчеркнул, что большинство делегатов от словенской партийной организации не могут голосовать за предложенную СК Сербии и СКЧ итоговую декларацию, поскольку в ней не учтено требование Словении о трансформации СКЮ в Союз самостоятельных республиканских организаций, которые добровольно вступают в СКЮ, а также не учтен тот минимум, который бы обеспечил автономию, самостоятельность и равноправие СКС. Сразу после окончания выступления Ц. Рибичича словенская делегация покинула зал заседаний, после чего аналогично поступила и делегация СК Хорватии. В результате работа съезда была фактически парализована.
4 февраля 1990 года СК Словении провозгласил полный организационный разрыв с СКЮ. В этот же день коммунисты Словении принимают решение о превращении республиканской партийной организации в самостоятельный Союз коммунистов Словении — Партию демократического обновления (СКС-ПДО) с собственной программой и уставом. Однако на выборах 1990 года партия потерпела полное поражение и лишилась статуса правящей. После этого из неё вышли 3/4 членов, включая 400 опытных сотрудников аппарата, а численность партии уменьшилась до 25 тыс. человек.
В апреле 1990 года Союз коммунистов Словении изменил название на Партия социал-демократических перемен Словении. В 1993 году партия получила название Объединенный список социал-демократов, а с 2005 года партия называется Социал-демократы Словении (СДС).

## Съезды
- Первый (учредительный) съезд КП Словении — 1937 год.
- Второй съезд КП Словении — 1948 год.
- Третий съезд СК Словении — 1954 год.
- Четвёртый съезд СК Словении — 1959 год.
- Пятый съезд СК Словении — 1968 год.
- Седьмой съезд СК Словении — 1974 год.
- Восьмой съезд СК Словении — 1978 год.
- Девятый съезд СК Словении — 1982 год.
- Десятый съезд СК Словеннии — 1986 год.
- Одиннадцатый съезд СК Словении — 1989 год.

## Руководство
- Секретари Центрального комитета Коммунистической партии Словении
  - Эдвард Кардель (1937—1943)
  - Франц Лескошек (1943—1948)
  - Миха Маринко (1948—1966)
- Председатели Президиума Центрального комитета Союза коммунистов Словении
  - Алберт Якопич (1966—1968)
  - Франце Попит (1969—1982)
  - Андрей Маринц (1982—1986)
  - Милан Кучан (1986—1989)
  - Цирил Рибичич (1989—1990)